# Vsmart Live 4
Vsmart Live 4 là điện thoại di động thông minh được thiết kế, phát triển và giới thiệu ra thị trường ngày 1 tháng 9 năm 2020  bởi VinSmart, một thành viên của Tập đoàn Vingroup. Đây là mẫu sản phẩm tiếp nối Vsmart Live 1 phát hành 11/8/2019.

## Nhà sản xuất và tập đoàn
Công ty cổ phần nghiên cứu và sản xuất VinSmart được thành lập ngày 12/6/2018 trên cơ sở nhà máy sản xuất tại tổ hợp sản xuất ô tô VinFast thuộc khu kinh tế Đình Vũ – Cát Hải, Hải Phòng, Việt Nam động thổ từ 2017.
Live 4 là chiếc điện thoại thứ 14 được ra mắt chính thức của VinSmart; nó cũng là chiếc thứ 2 trong dòng Vsmart Live mặc dù mang số hiệu 4. Khác với 13 chiếc điện thoại đã từng ra mắt trước đó, Live 4 được chính VinSmart thiết kế và sản xuất trong vòng 5 tháng.

## Ngoại thất
Live 4 có màn hình 6,5 inch với camera trước đục lỗ nốt ruồi, góc cạnh bo tròn. Vỏ 3 màu đen lam ngọc, trắng tinh thạch, xanh lục bảo (Black sapphire, Crystal white, Emerald blue), chất liệu nhựa sần mờ. Cụm 4 camera nằm dọc chếch phía trên bên trái, cạnh cảm biến vân tay.
Cũng như các điện thoại Vsmart khác, Live 4 được bán kèm sách hướng dẫn sử dụng tiếng Việt, dụng cụ lấy sim, ốp lưng silicon mềm trong, sạc nhanh 3.0 18 W, dây sạc type C, tai nghe dây dù.

## Cấu hình
Live 4 có cùng cấu hình với Live 1, sử dụng chíp Snapdragon 675 (8 nhân 2.0 GHz), RAM 4 và 6 GB, ROM 64 GB. ĐIểm khác biệt nằm ở màn hình to hơn, viền dưới dày hơn, LTPS LCD thay cho AMOLED, FHD+ (1080 x 2340), tỉ lệ 19,5:9.
Live 4 trang bị pin 5.000 mAh cho phép gọi điện thoại 46,9 giờ, xem video 13,7 giờ, nghe nhạc 48,8 giờ và chờ 371,3 giờ. Kèm theo máy là sạc nhanh 3.0 18 W
Camera chính hỗ trợ chụp đêm 48 MP f1.79, camera chụp góc rộng 8 MP 120° khẩu độ f2.2, camera xóa phông 5 MP f1.9, camera macro 2 MP f2.4. Camera chụp selfie phía trước 13 MP f2.0

## Đánh giá của người tiêu dùng
Live 4 có điểm Geekbench đơn nhân 501-509, đa nhân 1540-1647